# Sports.ru
Sports.ru — російський спортивний інтернет-портал. Існує з 1 грудня 1998 року. Головний редактор — Владислав Воронін, керівник проекту — Марк Тен. Належить інвестиційному фонду засновника Faberlic Олексію Нечаєву. 
До лютого 2021 року мав локальні російськомовні версії Tribuna.com в Білорусі та Україні. Щомісячна аудиторія трьох ресурсів складала 7 млн користувачів.

## Нагороди
Sports.ru є володарем наступних інтернет-премій:
- 2000 рік — лауреат першої Національної Інтел Інтернет премії в номінації «Спорт»[7]
- 2002 рік — 1 місце в номінації «Спортивний сайт 2002 року», мережевий конкурс РОТОР++[8]
- 2008 рік — Премія Рунету в номінації «Здоров'я і відпочинок»[9]
- Переможець конкурсу РОТОР 2010 в номінації «Спортивний сайт року»[10]